# Saturn IB

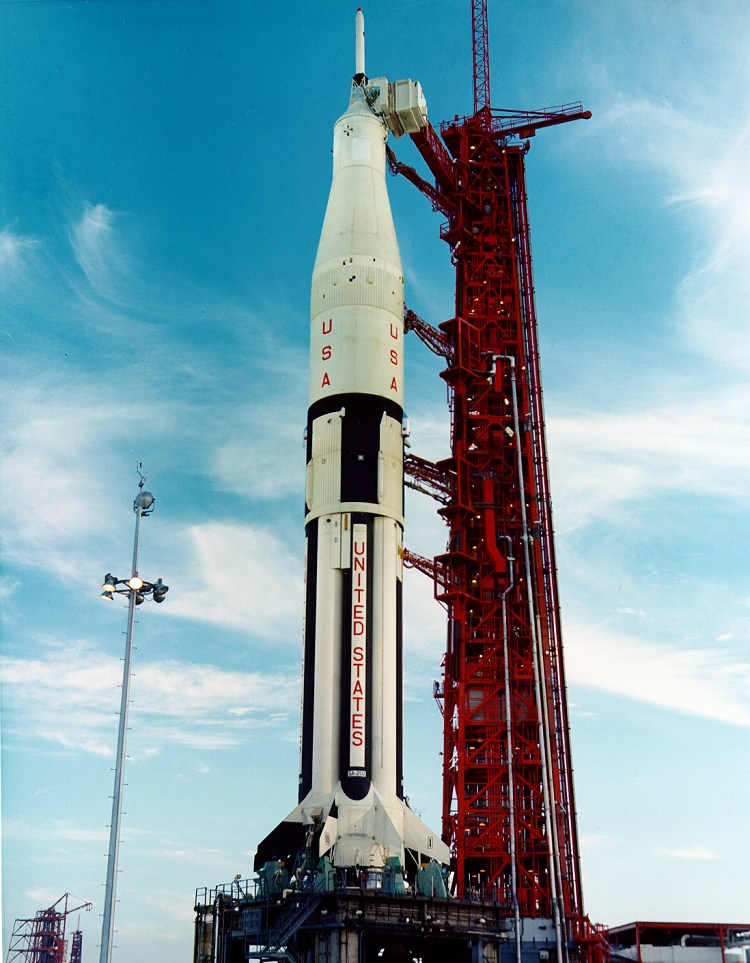
A Saturn IB rakéta Cape Canaveral-en az AS–202 tesztrepülés startja előtt

A Saturn IB amerikai hordozórakéta, a Saturn rakétacsalád egyik tagja, a Saturn I hordozórakéta korszerűsített változata volt, amelyet a NASA használt, kizárólag űrhajózási célra. Az űrrakéta a Saturn I kísérleti hordozóeszköz továbbfejlesztésével – az első S-I jelű első fokozat korszerűbb, S–IB változatra és az S–IV jelzésű második fokozatnak egy erősebb változatára, az S-IVB-re való cseréjével – jött létre és az Apollo űrhajó, valamint a holdkomp Föld körüli pályára juttatását tűzték ki célul az Apollo-program azon tesztrepülésein, amelyek nem a Holdhoz indultak.
A Saturn IB-t az Apollo program után a Skylab-programban is felhasználták, a legénységeket szállította az űrállomáshoz, legutolsó repülését pedig az Apollo-Szojuz-programban teljesítette, amikor a nemzetközi repülés amerikai személyzetét juttatta Föld körüli pályára.

## Felépítése
A Saturn IB egy kétfokozatú, folyékony hajtóanyaggal működő hordozórakéta volt, amely első fokozatában kerozint és folyékony oxigént használt, míg második fokozatot hidrogén és oxigén hajtotta. A tetején helyezkedett el a hasznos tömeg, az Apollo űrhajó (vagy két esetben a holdkomp).

### S-IB

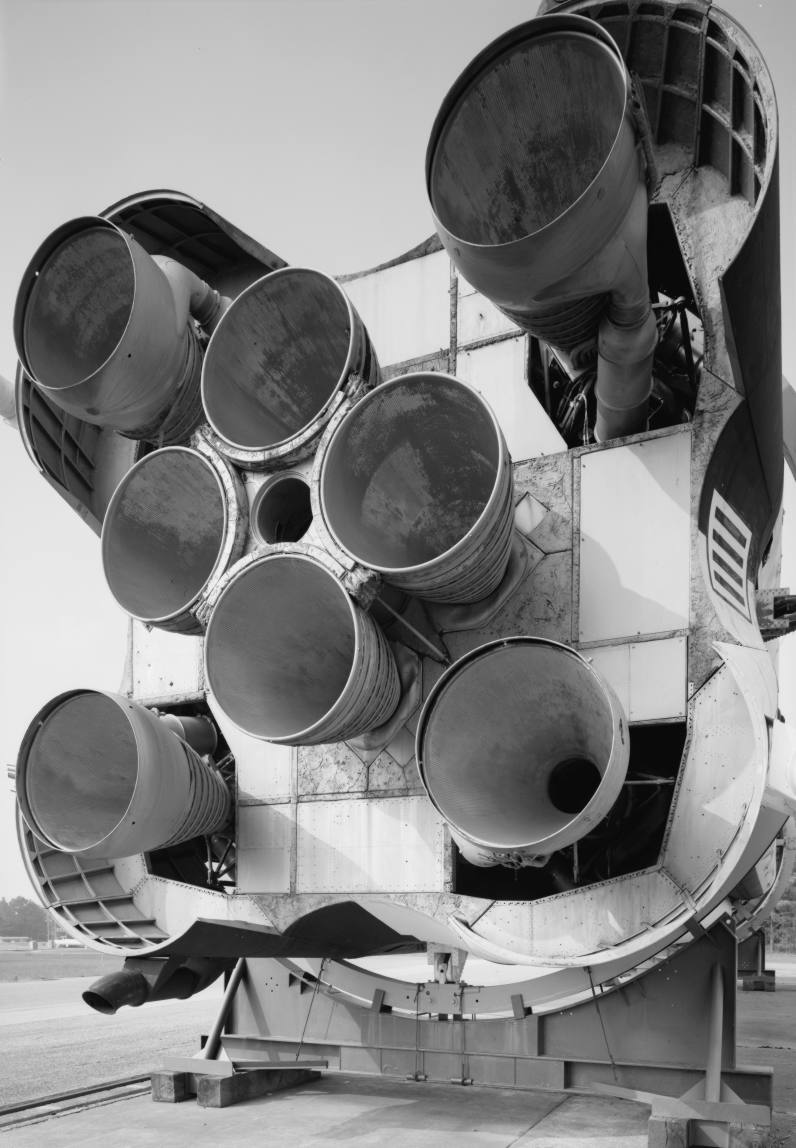
Az S-I fokozat egy korai példánya a hajtóművek felől

A hordozóeszköz első fokozata az előd Saturn I rakéta S-I fokozatának továbbfejlesztésével kialakított, nyolc hajtóműves fokozat volt. Wernher von Braun fejlesztései között a Saturn rakétacsalád egyfajta második generációs eszköz volt, amelyben a korábbi egyhajtóműves technikát felváltotta a több rakétahajtómű egy szerkezetbe foglalásával létrehozott nagyobb tolóerejű "cluster" (csokor) technika. Az S-IB fokozat lényegében annyiban különbözött a korábbi S-I-től, hogy a beépített H-1 rakétahajtómű tolóerejét sikerült von Braunnak 890 kN-ról 912 kN-ra emelni.
Az S-IB kerozin és folyékony oxigén keverésével üzemelt. Szerkezete gyakorlatilag a régi Redstone és Jupiter rakéták tartályainak egy rendszerbe integrálásával jött létre (nyolc Redstone tartály közül négy tárolta az oxigént, négy a kerozint; a nyolc tartály fogta közre a fokozat hossztengelyébe szerelt Jupiter tartályt, a fő oxigéntankot). A fokozat külső palástján, a farokrészen nyolc, a légköri repülés közbeni stabilitást szolgáló vezérsík volt felszerelve. A rakétahajtóműveket két egymásban levő négyzet alakjában helyezték el, négyet kívül, négyet pedig 45 fokban elforgatva belül. A külső hajtóművek fúvókái irányíthatóak voltak, ezek végezték a kormányzást.
Műszaki adatok
- Magasság: 25,5 m
- Átmérő: 6,6 m
- Hajtóművek: 8 db H-1 rakétahajtómű
- Tolóerő: 7,1 MN
- Hajtóanyag: RP–1 típusú kerozin 155 m³
- Oxidálóanyag: cseppfolyós oxigén 250 m³
- Égésidő: 2,5 perc
- Kiégési magasság: 68 km

### S-IVB
Az S-IVB is a Saturn I-ben használt technika leszármazottja volt, a végül éles küldetésre nem használt tesztrakéta S-IV fokozatának továbbfejlesztéséből származott, ám azzal ellentétben hat helyett egyetlen hajtómű hajtotta. Lényegében pont ez a tény hívta életre a Saturn IB koncepciót, ki kellett próbálni az új J-2 hajtóművet, amely felváltotta az előd S-IV Centaur hajtóműveit.
Az S-IVB-be épített egyetlen J-2-es hajtómű a hatalmas reakcióerejű hidrogén-oxigén reakciót használta meghajtásul és egymaga több mint kétszer annyi tolóerőt biztosított (890 kN), mint a 6 db Centaur az elődben (400 kN). Ezzel az erőteljesebb fokozattal realitássá vált a tervezett holdűrhajó (illetve az annak megfelelő tömeg) Föld körüli pályára állítása. Ezzel a Saturn IB komoly esélyessé lépett elő a holdexpedíciókhoz Wernher von Braun által kidolgozott Föld körüli pályán végrehajtott randevú (EOR) koncepcióhoz. A cseppfolyósra hűtött hidrogén és oxigén egy-egy tartályt kapott, amely azonban egy egységként foglalta el a fokozat belső terét. Az egyetlen hajtómű harangja természetesen mozgatható volt és ez végezte a kormányzást is.
Műszaki adatok
- Magasság: 17,8 m
- Átmérő: 6,6 m
- Hajtómű(vek): 1 db J-2 rakétahajtómű
- Tolóerő: 890 kN
- Hajtóanyag: cseppfolyós hidrogén (242 m³)
- Oxidálóanyag: cseppfolyós oxigén (76 m³)
- Égésidő: kb. 7 perc
- Kiégési magasság (kizárólag a Saturn IB-nél): Föld körüli pálya

### IU (Instrument Unit)
Az Instrument Unit (műszeregység) az űrszerelvény pályán tartásáért felelős eszközök, elsősorban az IBM számítógép elhelyezésére szolgált. Ez egy henger alakú szekció volt, amely az S-IVB fokozat tetején kapott helyet. A henger palástján belül helyezték el a számítógépet, illetve a tehetetlenségi navigációs rendszer giroszkópjait, a henger belseje teljesen üres volt, ez fogadta be a felette elhelyezkedő Apollo űrhajó műszaki egységének hajtóműharangját.
Az IU végezte a navigációs rendszer által érzékelt mozgások alapján a hajó helyzetének meghatározását és a pályára álláshoz szükséges pályakorrekciós manőverek kormányparancsait.
Műszaki adatok
- Átmérő: 6,6 m
- Magasság: 0,914 m
- Starttömeg: 1996 kg

### Mentőrakéta
A hordozóeszköz hasznos terhe két startot kivéve az Apollo űrhajó volt és az embereket szállító űrhajó fő biztonsági rendszere egy, az űrkabin csúcsára szerelt mentőtorony és a benne levő négy hajtóműves mentőrakéta volt, amely start közbeni vészhelyzet esetén távolította volna el a rakétától a kabint.
Műszaki adatok
- Magasság: 10,2 m
- Átmérő: 0,66 m
- Tömeg: 4170 kg
- Tolóerő: 689 kN

## Fejlesztése
A rakéta fejlesztése Wernher von Braun vezetésével történt az alabamai Huntsville-ben, ám lényegében több csoport több fejlesztőlaborban végzett munkájának eredménye. Von Braun az ABMA számára kezdett a Saturn I fejlesztésébe, amelyet az egy generációval korábbi Jupiter rakéta nagyobb tolóerejű változatának szántak, atomrobbanófejek hordozására. Az atomtöltetek korszerűvé válása a tömegük drasztikus csökkenését vonta maga után, így a rakéta feleslegesé vált, mire elkészült, de kapóra jött a hirtelen prioritássá vált űrprogramokhoz.
A Saturn I első fokozatát von Braun műhelyében fejlesztették, a második fokozat azonban Abe Silverstein csoportjának eredménye, ebben működött a világ első hidrogén-oxigén hajtású rakétahajtóműve. Ám a fejlődés itt nem állt meg, és Silverstein újabb áttörést hajtott végre, alig két év alatt egy nagyságrenddel nagyobb tolóerejű hajtóművet fejlesztett ki, a J-2 rakétahajtóművet. A nagyobb tolóerejű hajtóművet beépítették a Saturn I második fokozatába, az S-IV fokozatba a hat darab Centaur helyére. Az így létrehozott fokozat az S-IVB nevet kapta. Ez a fokozat volt a Saturn IB létrejöttének kulcsa és ezzel jutott a NASA először olyan eszközhöz, amely képes volt egy nagyobb űrhajó Föld körüli pályára juttatására.
Abe Silverstein munkája mellett a huntsville-i műhelyben is sikerült eredményt elérni az első fokozattal, az első széria H-1 hajtóműveinek tolóerejét 890 kN-ról 912 kN-ra növelni. Így az első fokozat közel 700 tonnás és a második fokozat 100 tonnás tolóerejével hozzávetőleg 15 tonna hasznos tömeget lehetett Föld körüli pályára állítani.

## A Saturn IB startjai
| Sorozatszám | Repülés  | Startdátum          | Megjegyzés |
| ----------- | -------- | ------------------- | --- |
| AS–201      | AS–201   | 1966. február 26.   | Az első tesztrepülés, az Apollo Parancsnoki és Műszaki Egység próbarepülése parabolapályán. |
| AS–203      | AS–203   | 1966. július 5.     | A második tesztrepülés. Az S-IVB fokozat tesztje, 4 Föld körüli keringéssel. |
| AS–202      | AS–202   | 1966. augusztus 25. | A harmadik tesztrepülés, az Apollo Parancsnoki és Műszaki Egység második próbarepülése. |
| AS–204      | Apollo–5 | 1968. január 22.    | A holdkomp első, automata üzemmódban történt próbarepülése. A hordozóeszköz a korábban tragédiát szenvedett Apollo–1 küldetéshez végül fel nem használt rakéta volt.                                                                                            |
| AS–205      | Apollo–7 | 1968. október 11.   | Az Apollo űrhajó első, emberekkel végzett tesztrepülése. Személyzet: Schirra, Eisle, Cunningham. Az űrhajó 163 keringést végzett. A start a cape canaveral-i 34-es indítóállásból történt.                                                                      |
| AS–206      | Skylab–2 | 1973. május 25.     | Az első Skylab küldetés. Személyzet: Conrad, Kerwin, Weitz. A repülésnél először használták a rakétához a Saturn V 39B indítóállványát (a holdrakéta indítótornyát használva, amelyhez egy adapter kellett, ami áthidalta a két rakéta méretbeli különbségeit). |
| AS–207      | Skylab–3 | 1973. július 28.    | A második Skylab repülés. Személyzet: Bean, Garriott, Lousma. |
| AS–208      | Skylab–4 | 1973. november 16.  | A harmadik és utolsó Skylab repülés. Személyzet: Carr, Gibson, Pogue. |
| AS–210      | ASTP     | 1975. július 15.    | A közös amerikai–szovjet repülés, egyben Saturn IB és az Apollo űrhajó legutolsó repülése. Személyzet: Stafford, Slayton, Brand. |

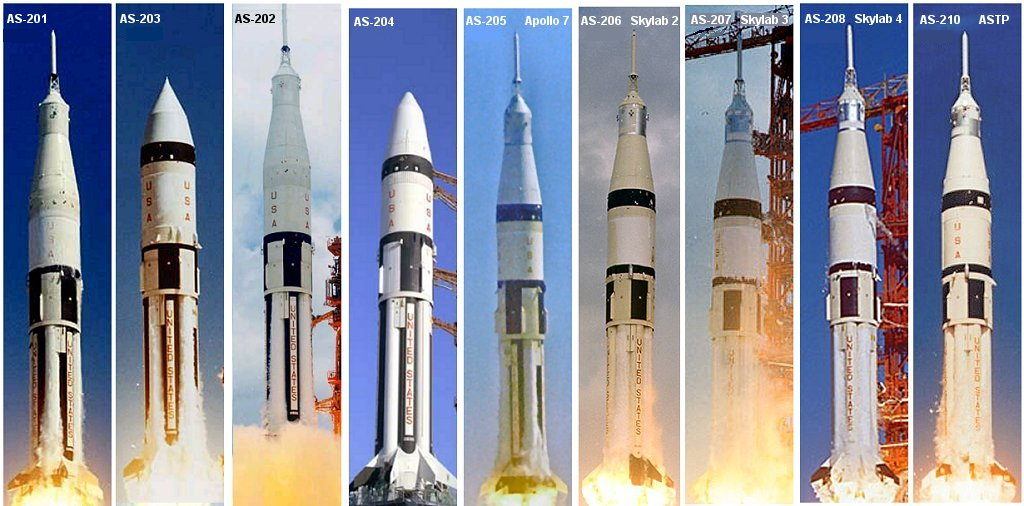
A Saturn I startjainak képei időrendben

A hordozóeszköz startjai többféle logikai részre tagolhatóak. Ha a hasznos tömeg oldaláról tekintjük a küldetéseket, akkor két alkalommal a holdkompot vitte tesztrepülésre a rakéta, az összes többi felszállás az Apollo űrhajóval történt. Ha a küldetéseket tekintjük, akkor háromszor Skylab legénységeket szállított, míg egyszer az Apollo–Szojuz-program amerikai űrhajósait vitte Föld körüli pályára, a többi repülés a Apollo-program keretében történt. Más megfontolások szerint négy automata és öt ember vezette űrhajót vitt az űrbe. Végül az utolsó felosztás szerint a felbocsátások először az L34-es indítóállványról történtek, majd az L37-esről, végül az Apollo-programot követően áttették az indításokat az L39-re (ez utóbbi esetben egy rácsszerkezetes adapterrel kellett kiegészíteni az indítóállványt, mivel az a Saturn V magasságára lett méretezve.
A Saturn IB startjaival kapcsolatban meg kell említeni az Apollo–1 tragédiáját. Az Apollo–1 űrhajósai 1967. január 27-én az Apollo űrhajó első repülése előtt két héttel a rakéta egyik létfontosságú tesztjét végezték – azt vizsgálva, hogy a rakéta megfelelően működik-e majd a start során, gyakorlatilag egyfajta technikai főpróbát tartottak –, amikor űrhajójuk kigyulladt és ők meghaltak. A tragédia az egész holdprogramot visszavetette. Később a balesetben szerepet nem játszó, gyakorlatilag tökéletes AS–204 jelű Saturn IB-t egy tesztrepüléshez felhasználták. A Saturn IB soha semmiféle balesetet nem okozott az alkalmazása során.

## Fel nem használt Saturn IB rakéták
| AS-209 | Skylab Mentőegység | Skylab A mentőexpedíciókhoz fenntartott rakéta. Végül sohasem repült. Jelenleg a Kennedy Űrközpontban kiállítási tárgy egy Apollo űrhajó makettel (az első fokozat hajtóművét egy másolatra cserélték 1993-1994 során, mivel az eredetit tönkretette a korrózió). | Skylab A mentőexpedíciókhoz fenntartott rakéta. Végül sohasem repült. Jelenleg a Kennedy Űrközpontban kiállítási tárgy egy Apollo űrhajó makettel (az első fokozat hajtóművét egy másolatra cserélték 1993-1994 során, mivel az eredetit tönkretette a korrózió). | Skylab A mentőexpedíciókhoz fenntartott rakéta. Végül sohasem repült. Jelenleg a Kennedy Űrközpontban kiállítási tárgy egy Apollo űrhajó makettel (az első fokozat hajtóművét egy másolatra cserélték 1993-1994 során, mivel az eredetit tönkretette a korrózió). | Skylab A mentőexpedíciókhoz fenntartott rakéta. Végül sohasem repült. Jelenleg a Kennedy Űrközpontban kiállítási tárgy egy Apollo űrhajó makettel (az első fokozat hajtóművét egy másolatra cserélték 1993-1994 során, mivel az eredetit tönkretette a korrózió). |
| AS-211 | Nem repült soha    | Az első fokozatát működőképes állapotban tartották és kiállítási tárgy az Alabama Welcome Centerben Ardmore-ban. A második fokozat, az S-IVB, a Skylab makettjével került kiállításra Huntsville-ben az U.S. Space and Rocket Centerben.                          | Az első fokozatát működőképes állapotban tartották és kiállítási tárgy az Alabama Welcome Centerben Ardmore-ban. A második fokozat, az S-IVB, a Skylab makettjével került kiállításra Huntsville-ben az U.S. Space and Rocket Centerben.                          | Az első fokozatát működőképes állapotban tartották és kiállítási tárgy az Alabama Welcome Centerben Ardmore-ban. A második fokozat, az S-IVB, a Skylab makettjével került kiállításra Huntsville-ben az U.S. Space and Rocket Centerben.                          | Az első fokozatát működőképes állapotban tartották és kiállítási tárgy az Alabama Welcome Centerben Ardmore-ban. A második fokozat, az S-IVB, a Skylab makettjével került kiállításra Huntsville-ben az U.S. Space and Rocket Centerben.                          |
| AS-212 | Nem repült soha    | A második fokozatát, az S-IVB-t a Skylab űrállomáshoz használták fel. | A második fokozatát, az S-IVB-t a Skylab űrállomáshoz használták fel. | A második fokozatát, az S-IVB-t a Skylab űrállomáshoz használták fel. | A második fokozatát, az S-IVB-t a Skylab űrállomáshoz használták fel. |
| AS-213 | Nem repült soha    | Csak az első fokozata épült meg és az is felhasználatlan maradt. | Csak az első fokozata épült meg és az is felhasználatlan maradt. | Csak az első fokozata épült meg és az is felhasználatlan maradt. | Csak az első fokozata épült meg és az is felhasználatlan maradt. |
| AS-214 | Nem repült soha    | Csak az első fokozata épült meg és az is felhasználatlan maradt. | Csak az első fokozata épült meg és az is felhasználatlan maradt. | Csak az első fokozata épült meg és az is felhasználatlan maradt. | Csak az első fokozata épült meg és az is felhasználatlan maradt. |

### Magyar oldalak
- Verseny a Holdért
- Űrvilág cikk a Saturn I/Saturn IB születéséről

### Külföldi oldalak
- http://www.apollosaturn.com/
- http://www.spaceline.org/rocketsum/saturn-Ib.html